# 欺凌KO
欺凌KO（日语：いじめをノックアウト）是NHK E頻道在2013年4月12日開始每週星期五9時50分 - 9時58分（JST）播放的迷你節目。以小学至高中学生為對象的節目。

## 節目概要
逅個節目以「欺凌是不行」的訊息明確傳遞出所謂「欺凌是理所當然」風潮打開，實際上是以實例直接地傳達欺負的卑鄙的人。

## 出演者
- 高橋南（AKB48）

## 主題曲
- 第一隻兔子（專輯「1830m」收錄、King Records）

## 備註
1. ↑  平成25年度放送番組編成計画（2013年2月4日発表） 的存檔，存档日期2013年03月29日，.

## 外部連結
- 欺凌KO 官方網站 （页面存档备份，存于）
- いじめをノックアウト - NHK放送史（日本放送协会）（日語）